# Une langue universelle
Pour plus de détails, voir Fiche technique et Distribution.
Une langue universelle est un film du Québec et du Manitoba, co-écrit et réalisé par Matthew Rankin, et sorti en 2024. Il s'agit du deuxième long métrage de fiction du réalisateur montréalais, né à Winnipeg.
Le film est sélectionné comme candidat canadien pour l'Oscar du meilleur film international lors de la 97e cérémonie des Oscars en 2025.

## Synopsis
Dans un Canada réinventé où le persan et le français cohabitent comme langues officielles, les vies de plusieurs personnages s'entrelacent dans un univers surréaliste. À Winnipeg, où tout le monde parle persan, deux petites filles tentent de récupérer un billet gelé dans la glace, tandis que Massoud, un guide touristique, accompagne des visiteurs déconcertés à travers des lieux banals. Pendant ce temps, Matthew, un fonctionnaire québécois désabusé, quitte Montréal pour retrouver sa mère malade à Winnipeg, sa ville natale. Il voyage à bord d'un autobus en compagnie d'un enseignant mécontent et d'une dinde vivante très convoitée. Découverte d'un univers où l'espace, le temps et les identités personnelles s'entremêlent.

## Fiche technique
Source : IMDb et TMDB
- Titre original : Universal Language
- Titre français : Une langue universelle
- Réalisation : Matthew Rankin
- Scénario : Matthew Rankin, Pirouz Nemati, Ila Firouzabadi
- Musique : Amir Amiri et Christophe Lamarche-Ledoux
- Direction artistique : Chad Giesbrecht
- Costumes : Negar Nemati
- Maquillage : Marie Salvado
- Coiffure : Nermin Grbic
- Photographie : Isabelle Stachtchenko (en)
- Son : Pablo Villegas, Sacha Ratclliffe, Bernard Gariépy Strobl
- Montage : Xi Feng
- Production : Sylvain Corbeil
- Société de production : Metafilms
- Sociétés de distribution : Maison 4:3
- Pays de production :  Canada
- Langue originale : persan, français[4]
- Tournage : Montréal, Winnipeg
- Format : couleur — 1,66:1
- Genre : comédie dramatique
- Durée : 89 minutes
- Dates de sortie :
  - France :
    - 18 mai 2024 (première mondiale lors de la 56e édition de la Quinzaine des cinéastes du Festival de Cannes)
    - 18 décembre 2024 (sortie en salle)

  - Canada : 
    - 5 septembre 2024 (première nord-américaine lors de la 49e édition du Festival international du film de Toronto[5])
    - 31 janvier 2025 (sortie en salle au Québec)[6]

## Distribution
- Rojina Esmaeili : Negin
- Saba Vahedyousefi : Nazgol
- Mani Soleymanlou : Iraj Bilodeau
- Matthew Rankin : Matthew/Massoud
- Pirouz Nemati : Massoud/Matthew
- Danielle Fichaud : monsieur Castonguay
- Nima Pourtolami  : vendeur de gâteaux d'anniversaire
- Sobhan Javadi : Omid
- Bahram Nabatian : Hafez Ghamghosar
- Ila Firouzabadi : conductrice d'autobus
- Hemela Pourafzal : femme voyageant à côté d'une dinde
- Dara Najmabadi : Pirouz

## Accueil critique
En France, le site Allociné donne une moyenne de 3,1⁄5, d'après l'interprétation de 11 critiques de presse. Sur le site d'agrégation de critiques Rotten Tomatoes, le film obtient 96 % de 72 critiques. Le consensus du site indique : « En reliant deux nations grâce à une idée à la fois astucieuse et surréaliste, Universal Language est une comédie de choc des cultures débordante de sagesse. » Metacritic, qui utilise une moyenne pondérée, a attribué au film une note de 84 sur 100, basée sur 24 critiques, indiquant un « accueil universellement favorable ».

## Distinctions

### Récompenses
- Quinzaine des cinéastes du Festival de Cannes 2024 : prix Chantal-Akerman (prix du public)[10]
- Festival international du film de Toronto 2024 : meilleur film canadien découverte[11]
- Festival international du film de Melbourne 2024 : Bright Horizons Award[12]
- Festival international du film de Vancouver 2024 : meilleur film canadien[13]
- Toronto Film Critics Association 2024 : Rogers Best Canadian Film Award[14]
- Festival du film de Hambourg 2024 : Arthouse Cinema Award[15]
- National Board of Review Awards 2024 : Top 5 International Films[16]
- Festival du film de Stockholm 2024 : meilleur réalisateur[17]
- Festival du film de Thessalonique 2024 : Film Forward competition Golden Alexander[18]
- Toronto Film Critics Association Awards 2024 : prix Rogers du meilleur film canadien[19]
- Viennale 2024 : prix FIPRESCI[20]
- Festival mondial du film de Bangkok 2024 : meilleur réalisateur[21]
- Monte-Carlo Film Festival de la comédie 2024 : prix de la meilleure réalisation[22]
- Festival international du film de Calgary 2024 : Emerging Canadian Artist Matthew Rankin[23]